# Charles Shepherd jun.

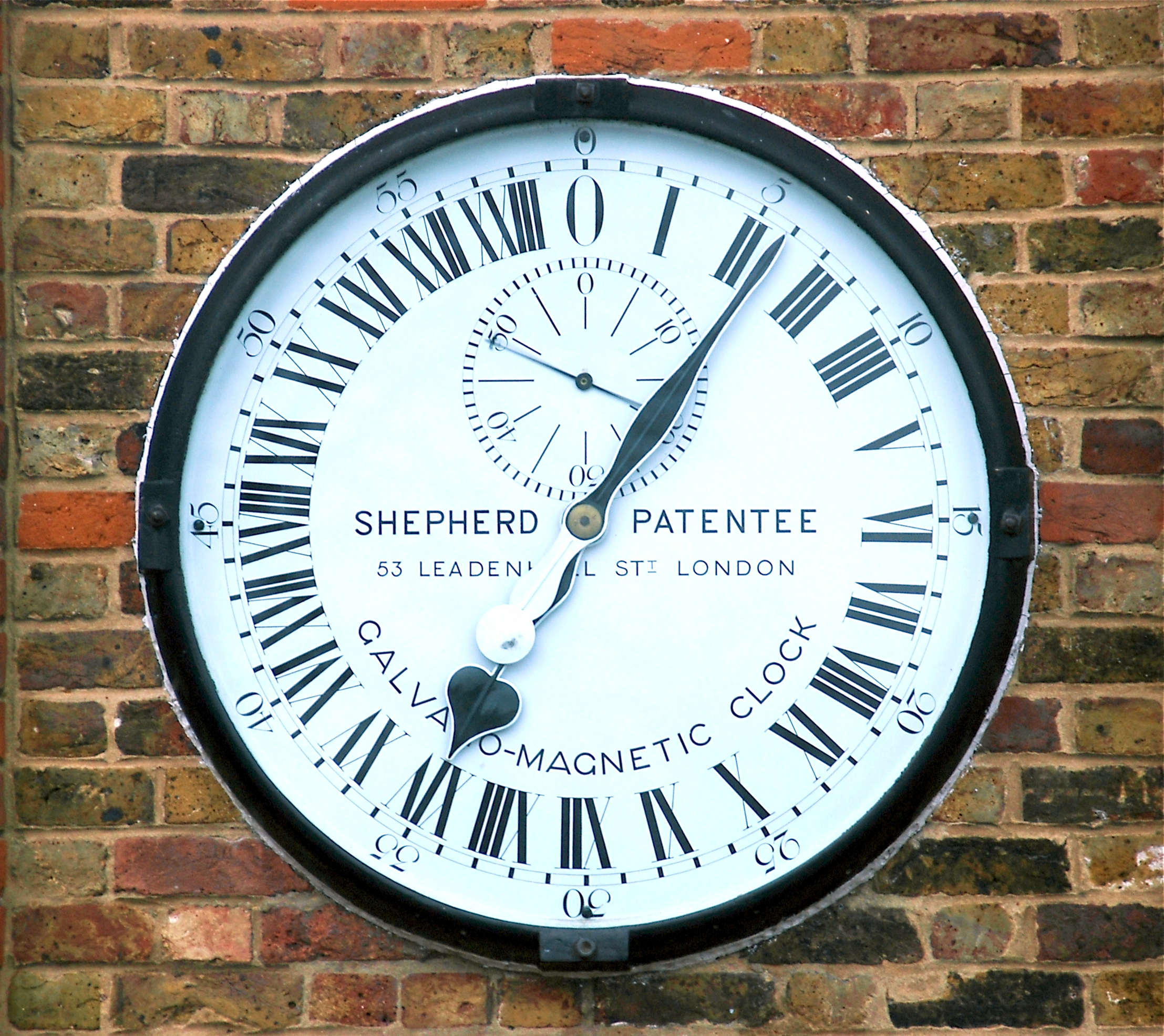
Shepherd Gate Clock at Royal Greenwich Observatory

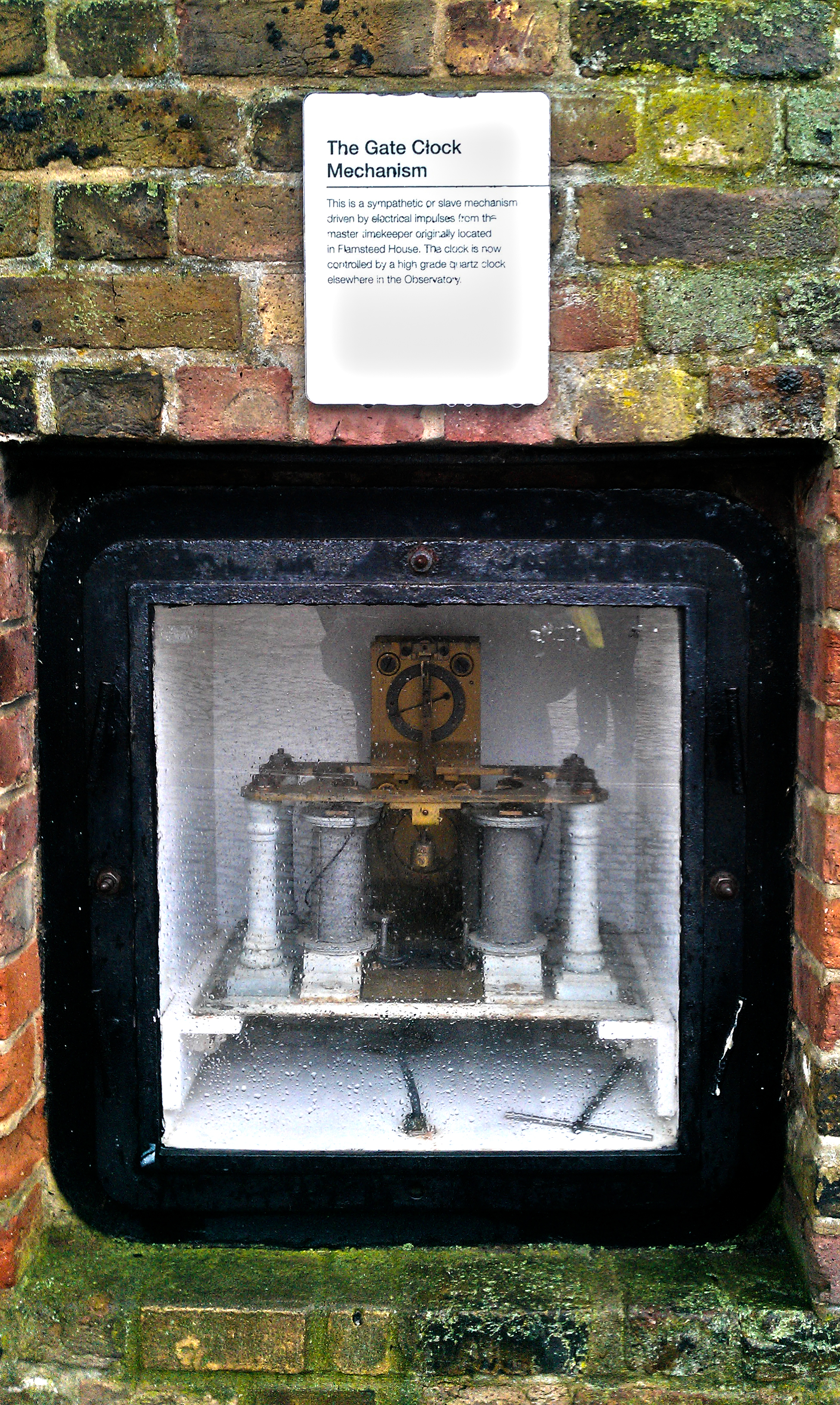
The Gate Clock Mechanism

Charles Shepherd jun. (* 20. September 1829 in Pentonville; † 1. Juli 1905 in Southsea) war ein britischer Uhrmacher, Erfinder, Ingenieur und Fotograf.

## Ausbildung
Charles Shepherd jun. erlernte wahrscheinlich bei seinem Vater Charles Shepherd sen. (* 1802; † 21. Juni 1865) das Handwerk eines Chronometermachers. Schon in jungen Jahren beschäftigte er sich mit der Elektrizität und ihrer Anwendung für Uhren. Im Census von 1851 (England) wird er mit der Berufsbezeichnung „engineer“ gelistet.

## Shepherd & Son
Bis zu seiner Reise nach Indien arbeitete C. Shepherd jun. in der Firma Shepherd & Son, die vom Vater Charles Shepherd sen. geleitet wurde. Nach dem Tod von Charles Shepherd sen. (1865) erfolgte die Firmenleitung durch seine Witwe Mary Shepherd mit der Unterstützung durch ihren Sohn William Henry Shepherd. Im Census von 1871 wird Mary Shepherd mit der Berufsbezeichnung „manager“ gelistet und in ihrem Testament von 1881 betont sie ihre Funktion als Inhaberin von Shepherd & Son. C. Shepherd jun. befand sich zu dieser Zeit (1853–1877) in Indien. Shepherd & Son hatte von ca. 1849 bis ca. 1881(82) ihren Firmensitz in 53 Leadenhall Street London. Die heute noch erhaltenen Uhren tragen vielfach diese Adresse auf dem Zifferblatt. Eigentümer der Liegenschaft 53 Leadenhall war die Bricklayers Company, die 1881 die Nutzungsverträge kündigte.
Ein letzter Hinweis auf diese Adresse findet sich im Post Office London Directory von 1882: „Shepherd Charles & Son, chronometer watch & clock manufactuares 53 Leadenhall street EC.“
1884 wird die Firma Fa. Shepherd im Business Directory of London mit einer neuen Adresse aufgelistet:
„Shepherd & Son chronometer manufacturers 14 Talbot ct Gracechurch st EC.“
Die beiden Brüder von Charles Shepherd jun., William Henry und George Augustus arbeiteten ebenfalls als Chronometermacher in der Firma Shepherd & son.

## Tätigkeiten
Charles Shepherd erbrachte wesentliche Leistungen auf dem Gebiet der elektrischen Uhren / Uhrenanlagen im 19. Jh. und gilt damit als einer der Pioniere auf diesem Gebiet. Die elektro-mechanischen Uhren von Shepherd erfüllten die Anforderungen, die an Präzisionspendeluhren gestellt wurden und konnten damit als Hauptuhren in einem Zeitverteilungssystem eingesetzt werden. Besondere Bedeutung erlangte die von Shepherd für das Observatorium in Greenwich gebaute 'Mean Time Clock', da sie für ca. 70 Jahre die zeitgebende Uhr für 'Greenwich Mean Time' war und elektrische Zeitimpulse weltweit aussandte. Sie zählt damit (wie auch vom Observatorium Greenwich selbst hervorgehoben und dargestellt) zu einer der bedeutendsten Uhren im Vereinigten Königreich. Das von Shepherd entwickelte Prinzip der Pendelanregung durch einen Schwerkraftimpuls, ausgelöst durch eine elektromechanische Vorrichtung, wurde später von anderen Uhrmachern aufgegriffen und weiterentwickelt.
Auflistung der wichtigsten von Charles Shepherd und Shepherd & son gebauten Uhren und Uhrenanlagen.
- 1849 Bau und Installation einer Hauptuhr mit Nebenuhren für Pawson's Warehouse St. Paul’s Churchyard London.[7]
- 1850 wird C. Shepherd jun. in die Royal Society of Arts aufgenommen, ein Jahr später sein Vater C. Shepherd sen.
- 1851 Bau und Installation einer Hauptuhr und Nebenuhren für das Ausstellungsgebäude Crystal Palace der Great Exhibition, Hyde Park, London.[8]
- 1852 Bau und Installation einer Hauptuhr sowie der Shepherd gate clock nebst drei Nebenuhren für das Royal Greenwich Observatory. Die Hauptuhr von Shepherd löste auf elektrischem Wege auch den Zeitball (time ball) in Greenwich und Deal aus. Weiterhin war sie für ca. 70 Jahre die zeitgebende Hauptuhr für Greenwich Mean Time.[9]
- 1853 Bau und Installation einer Hauptuhr und einer elektromechanischen Vorrichtung zur Auslösung des Zeitballs für den „Coastal Tower of Deal“. Die Anlage von Shepherd war bis 1927 in Betrieb und kann heute im dortigen Deal Timeball Tower Museum besichtigt werden.[10][11]
- 1854 Bau und Installation eines Galvano magnetic regulator für die Guildhall in Exeter sowie einer elektromechanischen Vorrichtung zur Auslösung des Stundenschlagwerkes in der Kathedrale St. Peter zu Exeter.[12]
- 1856 Bau und Lieferung einer elektrischen Uhrenanlage für Jerez de la Frontera für den „Plaza del Arenal“[13]
- 1859 Bau einer Hauptuhr für das Observatoire cantonal de Neuchâtel.[14]
- 1859–60 Bau einer Hauptuhr für das Observatorium Williamstown / Melbourne / Australien. Die Uhr ist heute noch im Observatorium Melbourne in Funktion.[15][16]
- 1868 Bau einer Hauptuhr für das Observatorium Colaba (Bombay).[17][18]
- 1872 Bau einer Hauptuhr für das Observatorium Madras / Indien.[19]
- 1883 Bau und Installation einer elektrischen Turmuhr mit elektromechanischem Schlagwerk für die Kirche St. Peter zu Hornblotten.[20][21][22]
- 1883 Bau und Installation einer Hauptuhr mit 19 Nebenuhren für die Examination Schools Oxford. Die Hauptuhr befindet sich heute im Museum of the History of Science Oxford.[23][24]

## Shepherd Gate Clock
Zu den bekanntesten Uhren von Shepherd gehört die sogenannte „Shepherd Gate Clock“ im rechten Torpfeiler des Royal Observatory Greenwich.

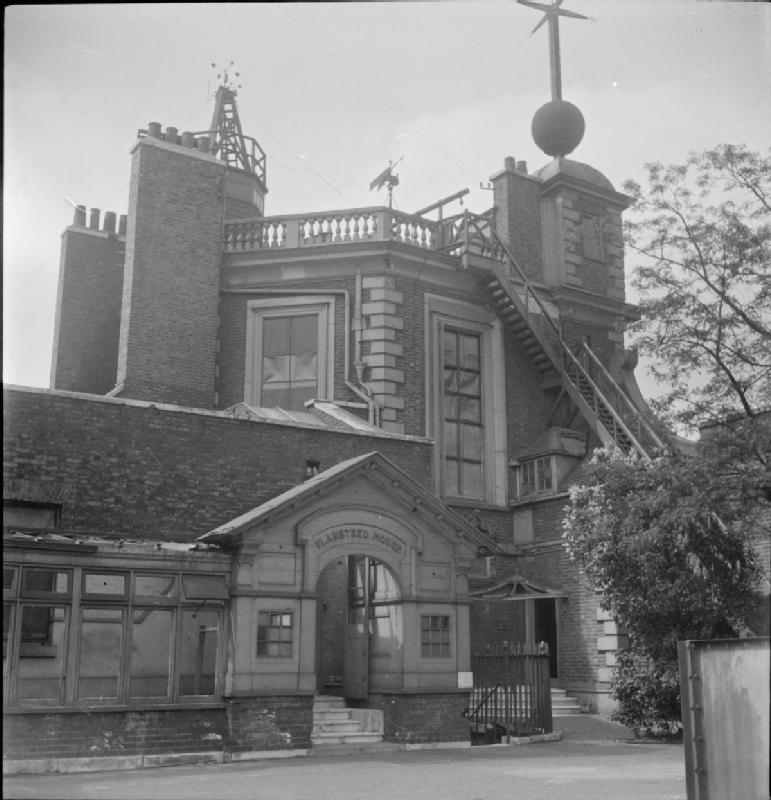
Royal Observatory Greenwich / Time Ball
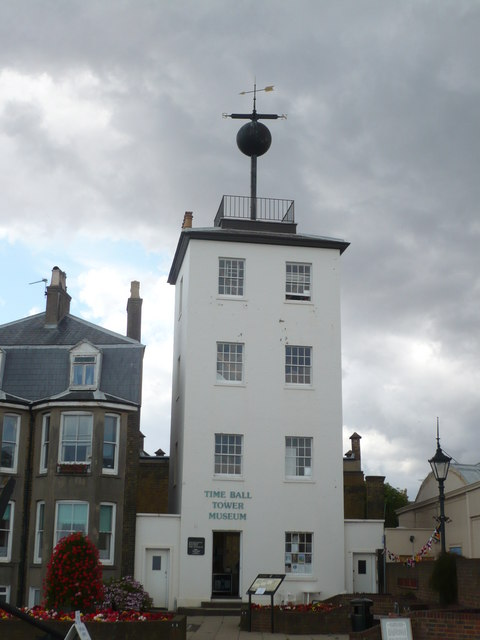
Deal Time Ball Tower Museum
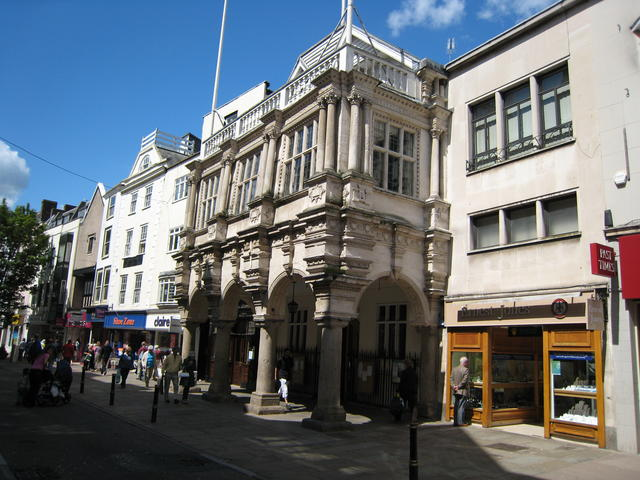
Guildhall Exeter
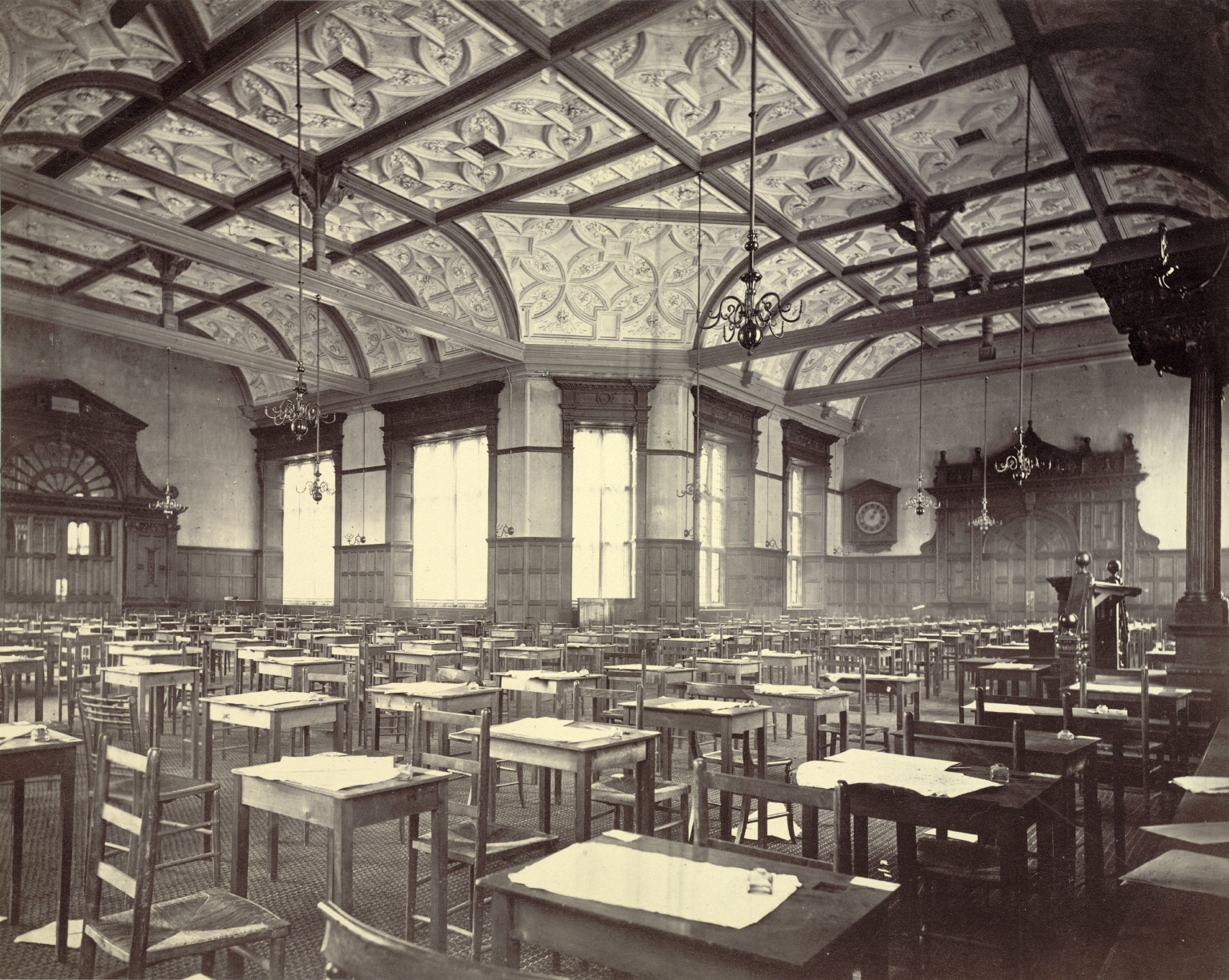
Oxford. New Examination „Schools“ Building (South Writing School) (3610699587)

## Uhrenanlagen

### Great Exhibition 1851

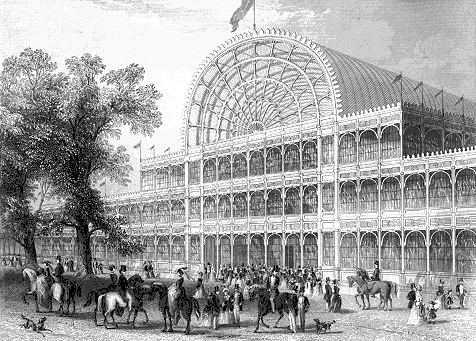
Crystal Palace 1851 mit der Außenuhr von Shepherd im Rundbogen

Im Jahre 1851 wurde in London die „Great Exhibition of all Nations“ (Weltausstellung 1851) ausgerichtet. Für das Ausstellungsgebäude (Crystal Palace) im Hyde Park lieferte die Fa. Shepherd eine elektrische Uhrenanlage, die zu einer der Hauptattraktionen der Ausstellung wurde. Besonders die große Außenuhr über dem Eingangsportal (South Transept) fand große Beachtung und wurde in der zeitgenössischen Presse und Fach-Literatur vielfach erwähnt und abgebildet.
Die Fa. Shepherd war mit einem eigenen Stand auf der Ausstellung vertreten:

128 Shepherd, C. 53 Leadenhall St. Inv. and Pat.- Patent electro-magnetic striking clocks, in connection with the large clock in transept. Small turret bell, the hammer moved by electro-magnetism.

„128 Shepherd, C. 53 Leadenhall St. Inv. und Pat.- Patent elektromagnetische Schlaguhren, in Verbindung mit der großen Uhr im Querschiff. Kleine Turmglocke, der Hammer bewegt sich durch Elektromagnetismus.“

Die elektrische Uhrenanlage der Ausstellung bestand aus einem temperatur-kompensierten Sekunden-Pendel welches elektromechanisch angetrieben wurde. Dieses Pendel diente als Impulsgeber und steuerte die große Außenuhr im Transept und mehrere großen Nebenuhren im Gebäude. Weiterhin befand sich am Stand von Shepherd eine kleinere elektrische Nebenuhr ausgeführt als Skeletuhr und ein elektromechanisches Glockenschlagwerk.

128 Shepherd, Charles, 53 Leadenhall Street - Inventor and Patentee.
Patent electro-magnetic striking clock. From the pendulum of the clock, a number of dials may be worked. The greatest novelty consists in the method of giving the impulse by means of a remontoir escapement, by witch the variations of the battery take no effect on the time measured. The novelty of the Large Clock in the Transept of the Exhibition Building, in connexion with the former, is in the method of locking the escape wheel, to prevent the train from running by the action of the wind on the hands. Two dials, five feet in diameter each. A skeleton electro-magnetic striking clock, showing how the number of blows to be struck is regulated. Small turret bell, illustrating the method of applying electro-magnetism to move the hammer.

„128 Shepherd, Charles, 53 Leadenhall Street – Erfinder und Patentinhaber.
Patentierte elektromagnetische Schlaguhr. Vom Pendel der Uhr aus kann eine Reihe von Zifferblättern bearbeitet werden. Die größte Neuheit besteht in der Methode, den Impuls mittels einer Remontoirhemmung zu geben, wodurch die Variationen der Batterie keinen Einfluss auf die gemessene Zeit haben. Die Neuheit der Großen Uhr im Querschiff des Ausstellungsgebäudes, in Verbindung mit ersterer, liegt in der Methode, das Fluchtrad zu verriegeln, um zu verhindern, dass der Zug durch die Einwirkung des Windes auf die Hände läuft. Zwei Zifferblätter mit jeweils fünf Fuß Durchmesser. Eine elektromagnetische Schlaguhr des Skeletts, die zeigt, wie die Anzahl der zu schlagenden Schläge reguliert wird. Kleine Turmglocke, die die Methode der Anwendung von Elektromagnetismus zur Bewegung des Hammers veranschaulicht.“

Während der Ausstellungszeit kam es zu einem teilweisen Ausfall der Uhrenanlage. Die Leitungen zu den Nebenuhren waren durchtrennt worden. Die Illustrated London News berichtet über diesen Vorfall:

The great clock, notwithstanding the large surface exposed to the wind, and the recent high gales, has continued to mark the time in a satisfactory manner. We regret, however, to record that some mischievous or malicious person has cut the Wires, on one or two occasions, which communicated the power to the dial in the Western Nave, and the same clock, having received some injury, has not performed as well as its more noble companion.

„Die große Uhr hat trotz der großen, dem Wind ausgesetzten, Oberfläche und der jüngsten starken Stürme die Zeit weiterhin zufriedenstellend markiert. Wir bedauern jedoch, feststellen zu müssen, dass eine schelmische oder böswillige Person die Drähte bei ein oder zwei Gelegenheiten geschnitten hat, die dem Zifferblatt im Western Nave die Macht mitgeteilt haben, und die gleiche Uhr, nachdem sie eine Verletzung erfahren hat, nicht so gut funktioniert hat wie ihr edlerer Begleiter.“

Der Zeitungsartikel beweist, dass es nicht, wie von Grimpthorpe vielfach dargestellt, zu einem totalen Ausfall der Uhrenanlage aufgrund technischer bzw. konstruktiver Mängel kam.
1878 wird Shepherd ein elektrisches Uhren-System patentieren lassen, welches gegen einen Ausfall von einzelnen Leitungen geschützt ist. (Patent No. 2467).

### Hornblotton

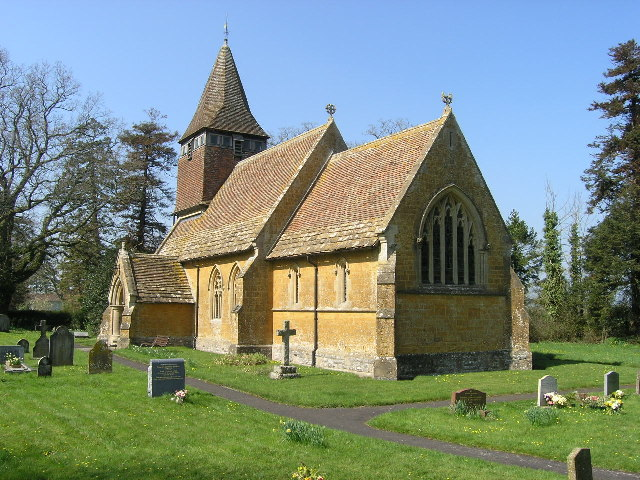
Church of St Peter / Hornblotton / Somerset

Godfrey Thring (* 25. März 1823; † 13. September 1903), Pfarrer von St. Peter in Hornblotton / Somerset, beauftragte den Architekten Sir Thomas Graham Jackson (* 21. Dezember 1835; † 7. November 1924) mit dem Neubau einer Kirche in Hornblotton, die in den Jahren 1872–74 errichtet wurde. Da der Kirchturm nicht genügend Raum für eine konventionelle, rein mechanische, gewichtgetriebene Turmuhren-Anlage bot, installiert C. Shepherd jun. 1883 eine elektrische Turmuhren-Anlage, die weniger Platz und keine Antriebsgewichte benötigte.
Die Anlage in Hornblotton bestand aus:
- Einer Master clock (inklusive der Batterien für die gesamte Anlage), die im Pfarrhaus, welches etwas abseits der Kirche liegt, aufgestellt wurde.
- Einem elektromechanischen Antriebsmechanismus für die Zeiger im Turm.
- Einem elektromechanischen Glockenschlagwerk im Turm (für Stunden-Schlag und Viertelstunden-Schlag).
- Elektrischen Leitungen zwischen dem Pfarrhaus und der Kirche.

Diese elektrische Uhrenanlage war die erste im Vereinigten Königreich, die zusätzlich über ein elektrisches Glockenschlagwerk verfügte.
Bisher war man der Meinung gewesen, es sei nicht möglich mit Hilfe der Elektrizität ein Glockenschlagwerk zu betreiben, eine These, die insbesondere von Lord Grimpthorpe (* 12. Mai 1816; † 29. April 1905) vertreten wurde.

And any one who sets to work to invent electrical clocks must start with this axiom, that every now and then the electricity will fail to lift anything, however small: and if his clock does not provide for that, it will fail too. It is therefore unnecessary to describe Shepherd's plan further now, as I did in former editions.

„Und jeder, der sich daran macht, elektrische Uhren zu erfinden, muss mit diesem Axiom beginnen, dass der Strom ab und zu nichts heben wird, egal wie klein es ist: und wenn seine Uhr das nicht vorsieht, wird sie auch scheitern. Es ist daher unnötig, Shepherds Plan jetzt weiter zu beschreiben, wie ich es in früheren Ausgaben getan habe.“

Durch den Bau und den Betrieb der Anlage hatte Shepherd diese These widerlegt.
Der Antriebsmechanismus für die Zeiger und das Glockenschlagwerk wurden restauriert und befinden sich heute im Science Museum (im dortigen Depot) London, die Master-clock (Hauptuhr) der Anlage ist verschollen.

### Observatoire cantonal de Neuchâtel

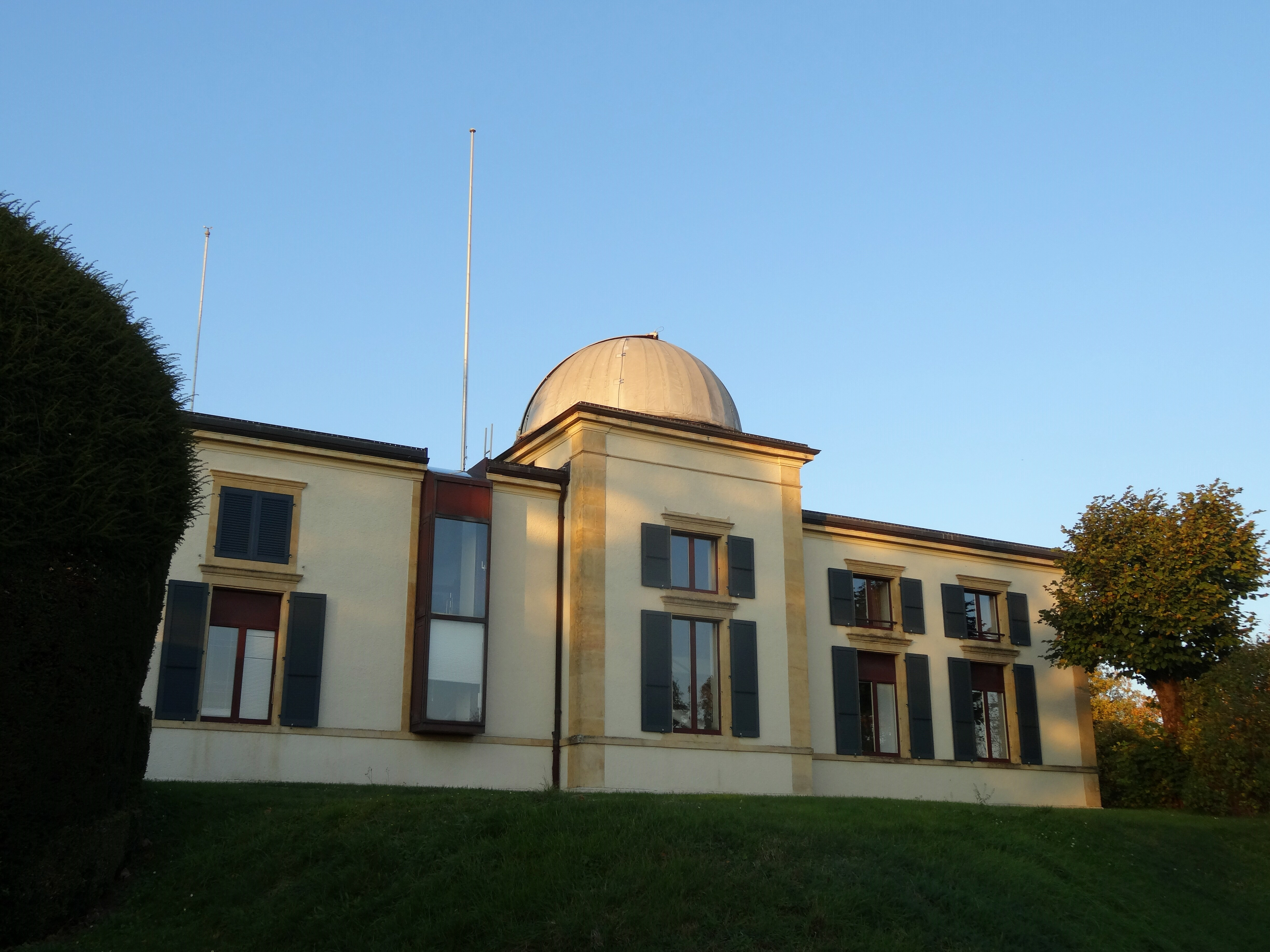
Neuchâtel, L'Observatoire

1859 lieferte die Fa. Shepherd einen „Galvano magnetic regulator“ an das „Observatoire Cantonal de Neuchâtel“ (Observatorium in Neuenburg Schweiz). Die Uhr von Shepherd diente zur Zeithaltung für die mittlere Zeit und sandte täglich elektrische Zeitimpulse nach Berne, Le Locle und La Chaux-de-Fonds. Von der Fa Hipp wurde die Uhr 1874 auf den sogenannten 'Hippschen Kontakt' umgebaut. Ebenso wurde die Pendelanregung durch Hipp verändert. Auf den Diplomen des Observatoire Neuchâtel, die im Rahmen von Chronometerprüfungen ausgestellt wurden, ist die Uhr von Shepherd als Zierelement vielfach dargestellt. Dies zeigt welche hohe Bedeutung diese Uhr in der Schweiz hatte.
Die Uhr befindet sich heute im Internationalen Uhrenmuseum La Chaux-de-Fonds (Depot) und wurde restauriert.

## Shepherd in Indien
Charles Shepherd jun. war von 1853 bis 1856 als 1st Class Assistent beim Aufbau der Telegrafenlinie Calcutta-Agra für die East India Company unter der Leitung von William Brooke O’Shaughnessy beschäftigt. Am 4. August 1853 verlässt C. Shepherd jun. zusammen mit seiner Frau Mary an Bord der „Ripon“ England mit Ziel Alexandria. Von dort Weiterreise über Cairo nach Suez. In Suez Einschiffung auf die „Bentinck“ mit Ziel Calcutta. Prominente Mitreisende (auf Teilstrecken) waren der Fürst Ernst zu Leiningen (* 9. November 1830 in Amorbach; † 5. April 1904 Amorbach), Neffe von Königin Viktoria und der irische Botaniker William Henry Harvey M.D. F.R.S. (* 5. Februar 1811 Summerville/Limerick / Irland; † 15. Mai 1866 Torquay).
In der Calcutta Gazette vom 23. November 1853 finden wir eine Erwähnung von C. Shepherd jun. und seine neue Funktion bei der Telegrafenverwaltung:

ELECTRIC TELEGRAPH:- The Calcutta Gazette of Wednesday, Nov. 23, contains the following appointments:- "Dr. W. B. O’Shaughnessy, to be superintendent of electric telegraphs in India; Mr. C. Shepherd, junior, to be deputy-superintendent of electric telegraphs in Bengal presidency; Mr. R. L. Brunton, to be deputy-superintendent of electric telegraphs in the Madras presidency; Dr. H. Green, to be deputy-superintendent of electric telegraphs in the Bombay presidency.

„ELECTRIC TELEGRAPH:- Das Kalkutta Gazette vom Mittwoch, 23. November, enthält die folgenden Termine:- "Dr. W. B. O’Shaughnessy, um Superintendent von Elektrotelegrafen in Indien zu sein; Mr. C. Shepherd, Junior, wird stellvertretender Superintendent der elektrischen Telegrafen in der bengalischen Präsidentschaft; Mr. R. L. Brunton, stellvertretender Superintendent für Elektrotelegrafen in der Madras-Präsidentschaft; Dr. H. Grün, stellvertretender Superintendent der elektrischen Telegrafen in der Bombay-Präsidentschaft zu sein.“

Über die weitere Reise von Shepherd von Calcutta nach Agra liegen zurzeit keine Daten vor.
Am 8. Januar 1855 stirbt Shepherds Frau Mary im Alter von 29 Jahren in Agra. 1863 heiratet er in Agra Sophia Marshall. Wahrscheinlich endgültige Rückkehr nach England im Jahre 1877.
Starke Indizien und der Eintrag im Registrierungsformular des Todes von Sophia Shepherd. weisen darauf hin, dass Charles Shepherd jun. identisch ist mit dem Fotografen Charles Shepherd (Photographer). Dieser wirkte in Agra, Simla (Shimla) und Bombay von 1857 bis ca. 1877. Demnach hatte sich C. Shepherd jun. nach seinem Ausscheiden aus der Telegrafenverwaltung der Fotografie zugewandt. Erste Erwähnung eines C. Shepherd mit der Bezeichnung Photographic artist (Fotograf) in Agra für den 27. Juli 1857. Der Fotograf Shepherd wurde insbesondere durch die Firmen-Partnerschaft mit Samuel Bourne bekannt. Eine der bekanntesten Fotografien die Shepherd (zusammen mit Tytler) aufnahm (1858), zeigt den Großmogul Bahadur Shah II.

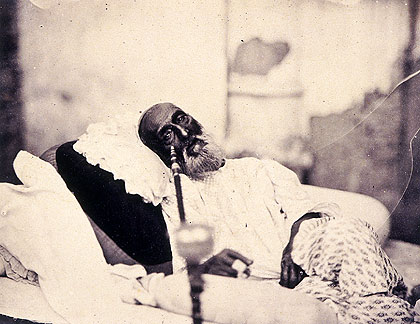
Bahadur Shah II., fotografiert im Mai 1858 von Charles Shepherd und Robert Tytler

## Patente
- 1849 Patent Nr. 12567 „Improvements in Working clocks and other timekeepers, Telegraphs and Machinery by Electricity“.
- 1878 Patent Nr. 2467 „Improvements in Electro-Magnetic Clocks“
- 1878 Am 25. Dezember erhält C. Shepherd jun. das Patent Nr. 6719 (Neuerungen an Elektrischen Uhren)[34]
- 1879 Am 9. Dezember erhält C. Shepherd jun. das US-Patent Nr. 222,424 (Improvement in Electro-Magnetic Clocks).[35]
- 1881 Patent Nr. 3696 „Improvements in Electro-Magnetic Clocks and Batteries for same and other Purposes“
- 1885 Patent Nr. 5308 „Improvements in Striking or Chiming Apparatus suitable for Time-keepers“

## Gebrauchsmusterschutz
Shepherd hat am 20. Februar 1851 einen Gebrauchsmusterschutz für das Design seines bogenförmigen Zifferblattes mit zwei Zeigern erhalten. Dieses Design ist identisch mit der Ausführung des Aussenzifferblattes am Ausstellungsgebäude (Crystal Palace / London) der Great Exhibition 1851.

## Ausstellungen
Die Firma Shepherd war auf den nachfolgenden Ausstellungen vertreten.
- 1851 Great Exhibition London
- 1862 Weltausstellung London 1862
- 1873 Erwähnung der Fa. Shepherd im Zusammenhang mit der Weltausstellung 1873 in Wien, jedoch kein Eintrag im Ausstellerverzeichnis.[38]
- 1885 Invention Exhibition 1885.

## Ehrungen
- 1853 erhält er die 'Society's Medal' der Society for Arts für seine „Improvements of electric clocks“ Während der Verleihung war Prinz Albert anwesend.[39][40]
- 1862 erhält er eine „Honourable mention“ für seine „Galvano magnetic clocks ingenuity and adaption“ während der Weltausstellung London 1862. Die Verleihung dürfte sich auf die Fa. Shepherd & son beziehen, da Charles Shepherd jun. sich nach bisherigem Forschungsstand, zu diesem Zeitpunkt, noch in Indien aufhielt.[41]
- 1885 erhält er eine Bronzemedaille für seine elektrische Turmuhr auf der International Invention Exhibition London 1885.[42]

## Mitarbeiter
Neben seinem Vater Charles Shepherd sen. und seinen Brüdern William Henry (* 1841; † ?) und George Augustus (* 1849; † 1886) ist bis jetzt erst ein weiterer Mitarbeiter namentlich bekannt:
Sykes, William Robert (* April 1840, London; † 2. Oktober 1917, Whitstable) soll von ca. 1861 bis 1863 bei der Fa. Shepherd gearbeitet haben.
Der Vater C. Shepherd sen. sowie seine Brüder müssen wesentlich in das Geschäftsfeld „Elektrische Uhren“ eingebunden gewesen sein, da die Fa. Shepherd auch elektrische Uhren während des Aufenthaltes von C. Shepherd jun. in Indien baute und lieferte. Die Aufnahme des Vaters in die Royal Society of Arts 1851 ist ein weiteres Indiz für diese Annahme. Weiterhin wird in einer Patenterteilung für Schottland auch der Vater mit als Patentnehmer aufgeführt.

## Familie
Charles Shepherd hatte eine Schwester Mary Ann (* ca. 1828; † ?) sowie einen dritten Bruder Francis John (* 1845; † 1874), der jedoch kein Uhrmacher war.
Er war zweimal verheiratet, in erster Ehe (⚭ 1853) mit Mary Osmond, die am 8. Januar 1855 in Agra/Indien verstarb. Aus dieser Ehe ging eine Tochter mit Namen Mary Louise (* 25. Juni 1854) hervor. Seine Tochter wird im Census von England 1861 aufgelistet. Sie lebte laut Census 1861 bei ihren Großeltern (Shepherd) in London. Seine zweite Frau Sophia Marshall (* 1830; † 4. Juni 1909) heiratete Shepherd 1863 in Agra. Sophia Marshall war die Schwester von Henry Marshall und Francis Marshall die in Agra und Ajmere als chemist und druggist arbeiteten.

## Grabstätten
Charles Shepherd jun. wurde ebenso wie seine zweite Frau Sophia auf dem Highland Road Cemetery in Portsmouth beerdigt. Die Grabstätte ist erhalten geblieben.
Die Eltern von C. Shepherd jun., der Vater Charles Shepherd sen. († 21. Juni 1865), seine Mutter Mary Shepherd (ca. * 1808, † 8. März 1881) und sein Bruder Francis John Shepherd († 1874) ruhen in einem Familiengrab auf dem Abney Park Cemetery / Stoke Newington / London.
!---Patentschrift?

## Veröffentlichungen
Von C. Shepherd jun. sind bisher folgende von ihm verfasste Veröffentlichung bekannt geworden:
- ON THE APPLICATION OF ELECTRO-MAGNETISM AS A MOTOR FOR CLOCKS, BY CHARLES SHEPHERD, PATENTEE OF THE ELECTRO-MAGNETIC STRIKING CLOCK: LONDON: PRINTED AT THE PATENT JOURNAL PRINTING OFFICE, 89, CHANCERY LANE. 1851.
- Shepherd: Verbesserung der Batterie des Hrn. Smee. In: Polytechnisches Journal. 120, 1851, S. 357–358.
- On Improvements in Electric Clocks, and the Means of Working the Greenwich Time Signals, in: The Journal of the Society of Arts, and the Institutions in Union, Volume I, From November 26, 1852 to November 11, 1853, S. 85.